# المپیاد

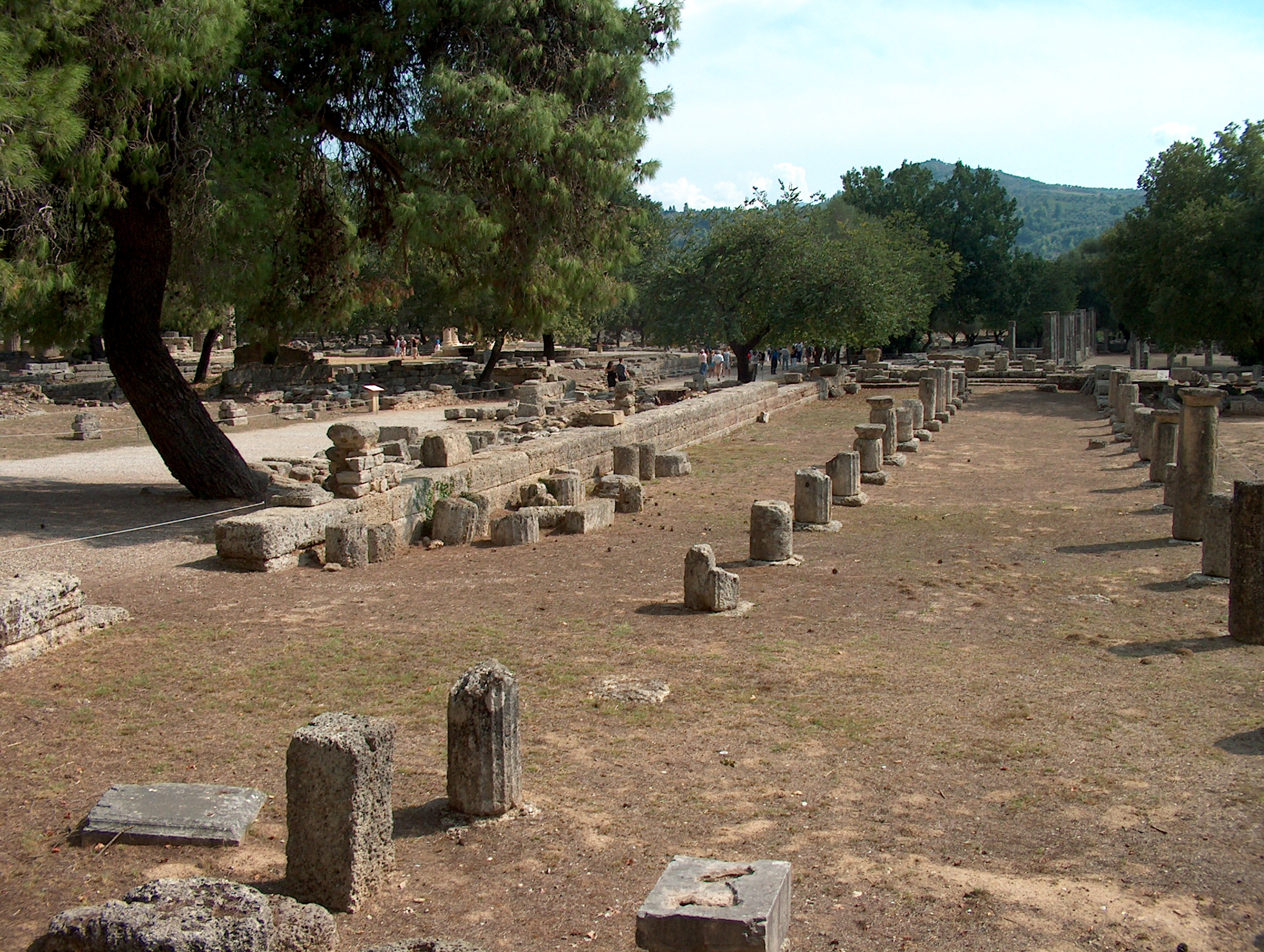
المپیا در یونان باستان.

المپیاد دوره‌ای چهار ساله برای گردهمایی و اجرای بازیهای المپیکی در یونان باستان است.

## تاریخچه
هیپیاس نخستین کسی است که لیستی از برندگان بازیهای المپیک را ثبت کرده‌است. و بر اساس زمان اراتوستن، اتفاق نظر عمومی بر آن است که، نخستین بازیهای المپیکی در خلال تابستان سال ۷۷۶ پیش از میلاد برگزار شده‌است.

## دیگر کاربردها
این اصطلاح برای المپیاد علمی مانند المپیاد جهانی ریاضی و المپیاد جهانی زبان‌شناسی نیز بکار می‌رود.